# Тиелъ
Тиелъ (на китайски: 鐵勒; на пинин: tiĕlè), наричани в по-ранните източници чълъ (敕勒, chìlè) и гаочъ (高車, gāochē), са тюркска етническа група, обитавала Централна Азия между IV и VIII век.
Тиелъ се споменават за пръв път в китайски източници в средата на IV век, като те ги свързват с по-ранния народ динлин, част от някогашната държава на хунну. Около 402 година тиелъ са подчинени от Юдзиулю Шълун и включени в неговата държава Жоужан, а към 429 година голям брой тиелъ за заселени на юг, около столицата Пинлин в днешен северен Шанси. Тези заселници постепенно са асимилирани или се връщат на север, като за последно се споменават в източници от 20-те години на VI век.
През 487 година част от тиелъ се разбунтуват срещу Жоужан и създават своята държава Гаодзю в Джунгария, на северозапад от Кочо. През следващите години те воюват срещу Жоужан, често в съюз със Северна Уей и ефталитите. Тиелъ унищожават и хунската държава Юебан на запад.
През 541 година държавата им е разгромена от Жоужан, но няколко години по-късно тиелъ са включени в Тюркския хаганат, където играят активна роля във вътрешните междуособици. В началото на VII век част от тиелъ създават самостоятелната държава Сюейентуо. Друг влиятелен клон на тиелъ по това време са уйгурите. В средата на VIII век те основават Уйгурския хаганат, след което тиелъ не се споменават в източниците.